# جيمس إل. إنجلش
جيمس إل. إنجلش (بالإنجليزية: James L. English)‏ هو محامي وسياسي أمريكي، ولد في 5 يونيو 1813، وتوفي في 29 مايو 1889. حزبياً، نشط في الحزب الديمقراطي.